# 広島文教大学附属高等学校
広島文教大学附属高等学校（ひろしまぶんきょうだいがくふぞくこうとうがっこう）は、広島県広島市安佐北区にある私立の高等学校。
設置者は学校法人武田学園。サッカー部、弓道部がインターハイ準優勝。

## 設置学科
- 全日制課程　普通科

## 沿革
- 1957年　広島県可部女子高等学校開校
- 1960年　可部女子短期大学開学につき校名を可部女子短期大学附属高等学校と改称
- 1966年　広島文教女子大学開学につき校名を広島文教女子大学附属高等学校と改称
- 2019年 広島文教女子大学の共学化（広島文教大学への改組）により校名を広島文教大学附属高等学校と改称

## 所在地
- 広島県広島市安佐北区可部東1-2-3